# Oracle Corporation
Az Oracle Corporation a világ legnagyobb üzleti szoftvermegoldásokat kínáló cége, melyet 1977-ben alapítottak Kaliforniában. A cég vezetője azóta is Larry Ellison.
1977-ben Larry Ellison, Bob Miner és Ed Oates megalapították az Oracle elődjét, a Software Development Laboratories céget. Az Oracle 1-es adatbáziskezelő, 1978-ban készült, assembly nyelven írt verziója PDP-11 mikroszámítógépen, RSX rendszer alatt, mindössze 128 KB memóriával működött. Az Oracle V1-et hivatalosan sohasem adták ki. 1979-ben megjelent az Oracle 2-es verziója, az első, kereskedelmi forgalomban kapható SQL relációs adatbázis-kezelő rendszer. A cég ekkor váltott át a Relational Software Inc. (RSI) névre. Az 1982-ben újra átkeresztelt Oracle (amely nevét az RSI legsikeresebb termékéről kapta) vezetése fő stratégiai irányokat határozott meg: egyszerűbb adatkezelés, új számítástechnikai platformokhoz fejlesztett megoldások, és a rendszerek magasabb szintű együttműködése, amivel megoldható az adatok szinkronizálása, illetve migrációja. 1986. március 15-én, közel egy évtizeddel megalapítását követően az Oracle első, 2,1 millió darabos, nyilvánosan jegyezhető részvénycsomagjával megjelent a NASDAQ-on.
Az Oracle tanácsadással, adattárház (DataWarehause Builder) eszköz gyártásával, alkalmazásszerverekkel (iAS) illetve nagyvállalatok számára fejlesztett menedzsment szoftverekkel is foglalkozik. A cég jó kapcsolatokat ápol a nyílt forráskódú (szabad szoftver) közösségekkel, a Linux disztribúciók fejlesztőivel (főleg a Red Hat-tel), és támogatja a Java fejlesztéseket. Segíti az iparág szabványainak egységesítését, ennek jele például a Java Community Process-ben való részvétele, illetve tagsága a Web Services Interoperability Organization-ban. 2005-től kezdve több céget is felvásárolt, bővítve szolgáltatás- és szoftverkínálatát.

## Magyarországi jelenléte
Az Oracle Corporation magyarországi leányvállalata, az Oracle Hungary 1993 óta van jelen a piacon. Az Oracle Hungary a cég teljes portfólióját kínálja a magyarországi cégek számára, közvetlenül, illetve 250 üzleti partnerén keresztül. Emellett a cég budapesti oktatóközpontjával valamint konzultációs és technikai támogatási szolgáltatásaival nyújt hátteret magyar felhasználóinak. Az Oracle Hungary nagy szerepet vállal az informatikai szakemberképzésben is, Oracle Academy programjának keretében középiskolákkal és felsőoktatási intézményekkel működik együtt, és támogatást nyújt nekik szoftverlicencek, tananyagok és szaktudás formájában. Az oktatási programok célja, hogy a hazai partnerek és felhasználók szakemberigényét kielégítse naprakész, piacképes tudással rendelkező, Oracle technológiákat ismerő fiatal szakemberek felkészítésével. Az Oracle Hungary ügyvezető igazgatója Reményi Csaba, a pozíciót 2008 júniusától tölti be.

## Felvásárlásai
2005-től az Oracle Corporation számos szoftvercéget vásárolt fel, hogy bővítse termékpalettáját és piacát. Ezek közül a jelentősebbek: PeopleSoft, Siebel Systems, i-flex, Demantra, BEA Systems, Retek stb.
2009. április 20-án az Oracle bejelentette, hogy felvásárolja a Sun Microsystems-t 7,4 milliárd dollárért (részvényenként 9,5 dollárért).
2009. szeptember 16-án a két cég bemutatta a már közösen fejlesztett Exadata Database Machine Version 2-t, az első online tranzakció-feldolgozást támogató adatbázisgépet.
2016. november 21-én bejelentették, hogy felvásárolják a Dynamic Network Services-t.

## Termékei
- Oracle Database
  - Oracle Database[4]
  - Real Application Clusters
  - Adattárház
  - Exadata
  - Sun Oracle Database Machine
  - Információ biztonság
  - Embedded
  - Secure Enterprise Search
  - Oracle Linux, Java, Open Source
  - Oracle VM
  - Oracle Enterprise Manager
- Oracle Fusion Middleware
  - Alkalmazás-kiszolgáló
  - Szolgáltatásorientált architektúra (SOA)
  - Business Process Management
  - Content Management
  - Enterprise 2.0 and Portals
  - Beehive
  - Enterprise Performance Management and Business Intelligence
  - Identitás- és hozzáférés-kezelés
  - Fejlesztőeszközök
- Üzleti Alkalmazások
  - Oracle E-Business Suite
  - PeopleSoft Enterprise
  - Siebel
  - JD Edwards EnterpriseOne
  - JD Edwards World
  - Hyperion
  - Primavera
  - Oracle Fusion
  - Application Integration Architecture
  - Oracle On Demand
  - Oracle CRM On Demand
- Szolgáltatások
  - Terméktámogatás
  - Szaktanácsadás
  - Oktatás
  - On demand kihelyezett szolgáltatások
  - Finanszírozás